# Wereldkampioenschappen worstelen dames 1987
De wereldkampioenschappen worstelen 1987 voor dames waren door de Fédération Internationale des Luttes Associées (FILA) georganiseerde kampioenschappen voor worstelaarsters. De eerste editie van de wereldkampioenschappen vonden plaats in het Noorse Lørenskog op 24 oktober 1987.

## Uitslagen
| Klasse | Goud                 | Zilver              | Brons           |
| ------ | -------------------- | ------------------- | --------------- |
| 44 kg  | Brigitte Weigert     | Anne Johnsen        | Shoko Yoshimura |
| 47 kg  | Anne Holten          | Lynie van der Holst | Satomi Sugawara |
| 50 kg  | Anne Marie Halvorsen | Kyoko Fukuda        | Martine Poupon  |
| 53 kg  | Sylvie van Gucht     | Line Johansen       | Stine Johansen  |
| 57 kg  | Isabelle Dourthe     | Sylvie Maret        | Silje Hauland   |
| 61 kg  | Ine Barlie           | Akiko Iijima        | Pia Buchholtz   |
| 65 kg  | Brigitte Herlin      | Dorthe Pedersen     | Kimie Hoshikawa |
| 70 kg  | Georgette Jean       | Rika Iwama          | Hege Reitan     |
| 75 kg  | Patricia Rossignol   | Miyako Shimizu      |                 |